# Pyramica tetragnatha
Pyramica tetragnatha är en myrart som först beskrevs av Taylor 1966.  Pyramica tetragnatha ingår i släktet Pyramica och familjen myror. Inga underarter finns listade i Catalogue of Life.